# 新宿BLAZE
新宿BLAZE（しんじゅくブレイズ）は、東京都新宿区歌舞伎町のヒューマックスパビリオン新宿アネックスB2Fに所在するライブハウスである。SHINJUKU BLAZEとも表記される。2010年12月に開館。2024年7月31日に閉館した。

## 概略
かつて存在していた新宿ジョイシネマ1の跡地に2010年12月に開業。最大800名収容。歌舞伎町では名物として親しまれているが、運営するヒューマックスエンタテイメントは定期賃貸借契約満了を理由に2024年7月末を持って閉館することが発表されている。

## アクセス
- JR東日本新宿駅東口から徒歩10分。西武鉄道西武新宿線西武新宿駅から徒歩2分[1]。